# 진주만

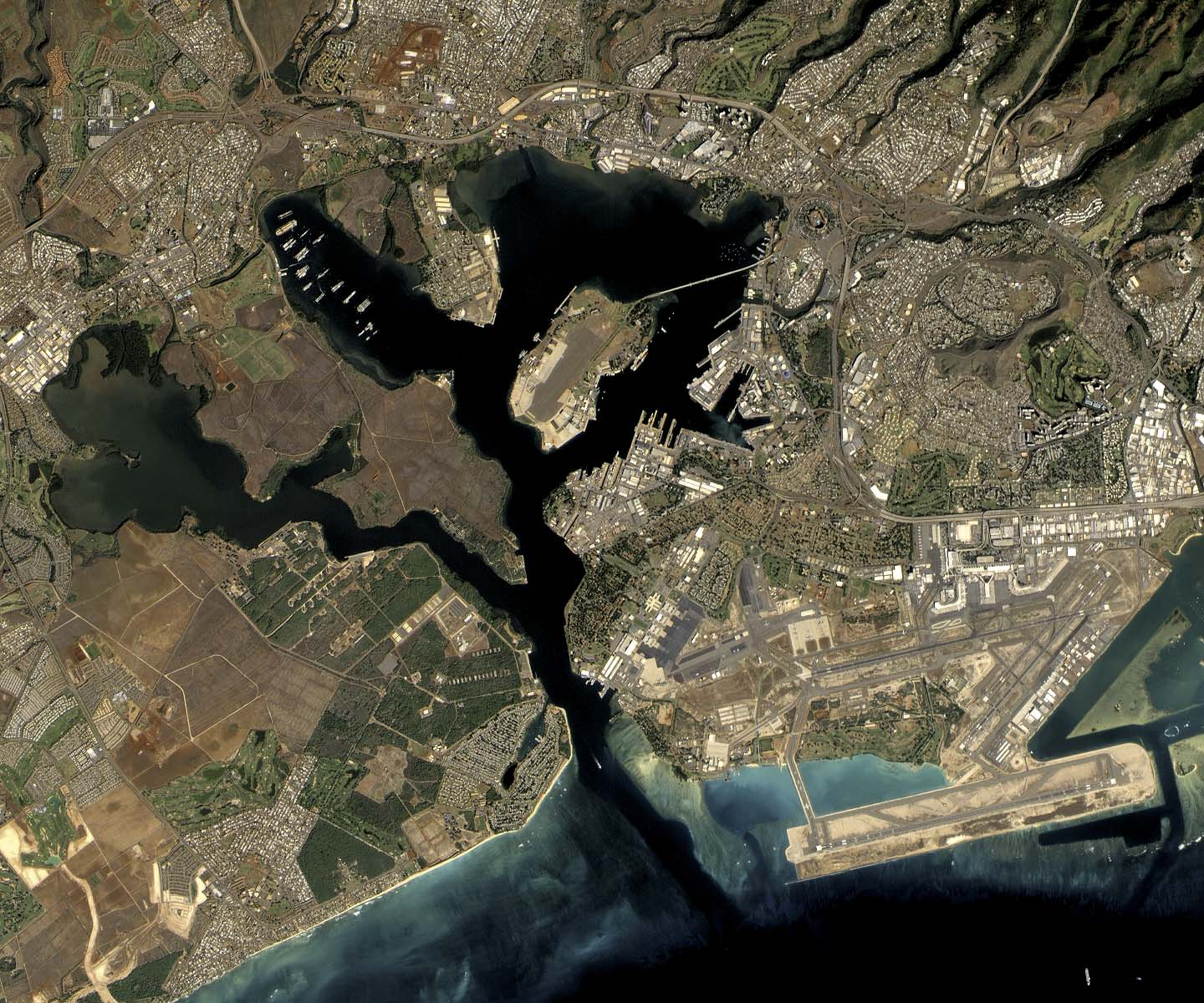
진주만의 위성 사진

진주만(한국 한자: 眞珠灣, 영어: Pearl Harbor)은 미국 하와이주 오아후섬, 호놀룰루의 서쪽에 위치한 만으로, 미국의 태평양함대 사령부가 여기에 있다. 미국 정부는 1887년에 이곳에서 선박을 위한 수리 및 석탄 공급소를 유지보수할 예외적인 이용권을 취득하였다. 1941년 12월 7일 일본 제국의 진주만 공격은 미국이 제2차 세계 대전에 참전하는 즉각적인 이유가 되었다.

## 역사
진주만의 원래 이름은 진주의 물들(Waters of Pearl)을 뜻하는 와이 모미(Wai Momi) 또는 긴 언덕을 뜻하는 푸울로아(Puʻuloa)였다.